# Halte nautique de Reims
La halte nautique de Reims est construite sur l’emplacement de l’ancien port de Reims dit vieux port de Reims. Elle peut, à proximité du centre Ville, accueillir 25 bateaux de plaisance.

## Histoire
Le premier tronçon Berry-au-Bac – Reims du Canal de l'Aisne à la Marne est inauguré le 26 mars 1848.
Cette même année, en 1848, le premier port de Reims est créé au centre de la ville. Dans le langage local, il est appelé vieux port de Reims par rapport au Port Colbert creusé en 1925 mais mis en service qu’en 1948.
Les premiers bateaux arrivent le 26 mars 1848, tirés par des chevaux. Ils sont bénis, ainsi que le canal, comme c’est l’usage, par Mr Thomas Gousset.
Ce n’est qu’en 1861, que la partie sud du canal, reliant Reims à Condé-sur-Marne, est terminée.
Le trafic connaît à la fin du XIXe siècle, et jusqu’en 1980, une importante fréquentation (bois, charbon, céréales, sable, pierres,…).
En 1988, la halte nautique de Reims est construite sur l’ancien port de Reims,.
En 1990, les « Berges du Vieux Port » d’une surface de  8 680 m2 sont  créées  en accompagnement de la halte nautique. Cette promenade est égayée de pergolas plantées de rosiers.
Au 1er janvier 2009, la ville de Reims reprend en régie directe la halte nautique .

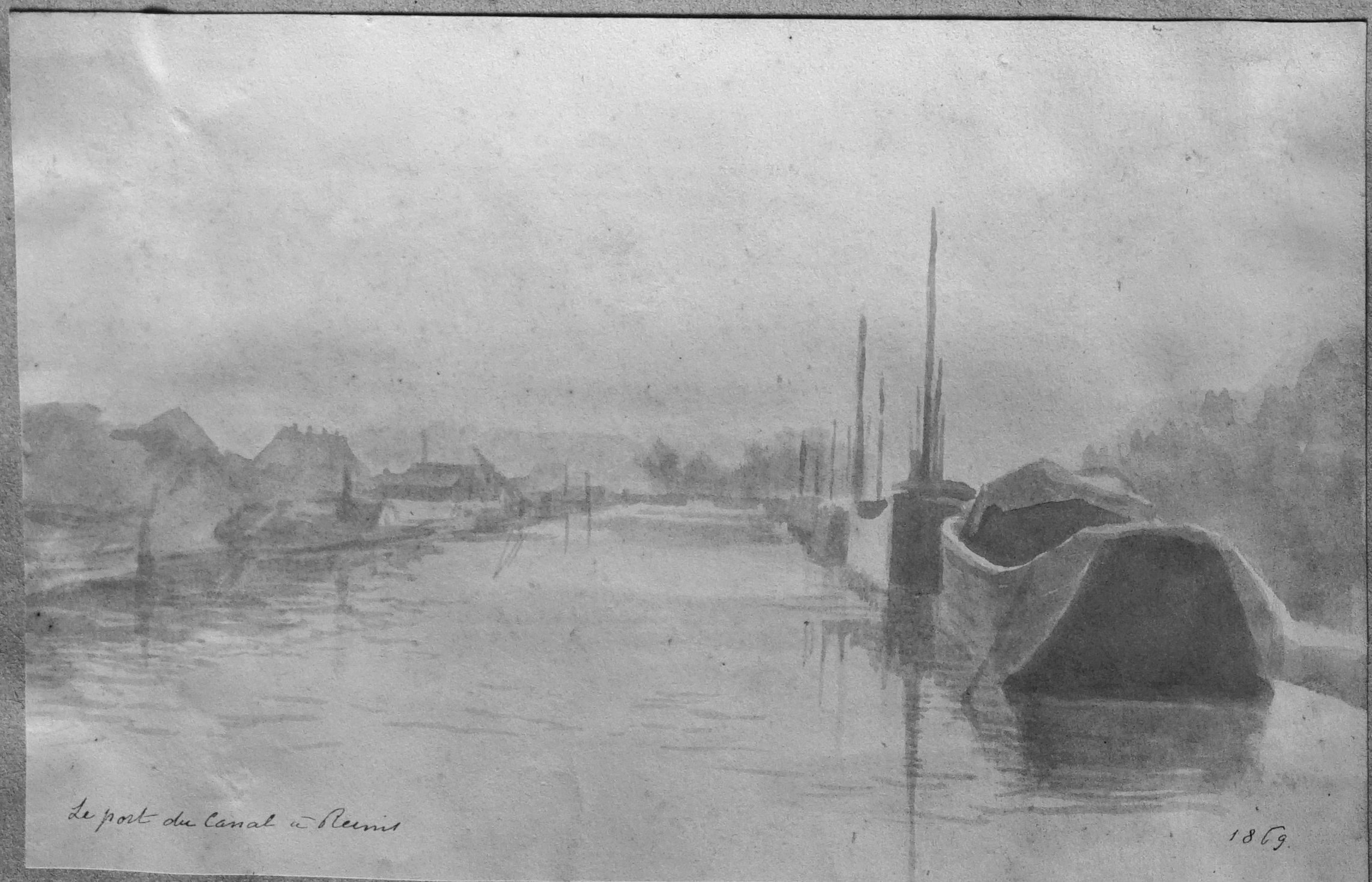
Le port de Reims en 1869, Eugène Auger, actuel port de plaisance,
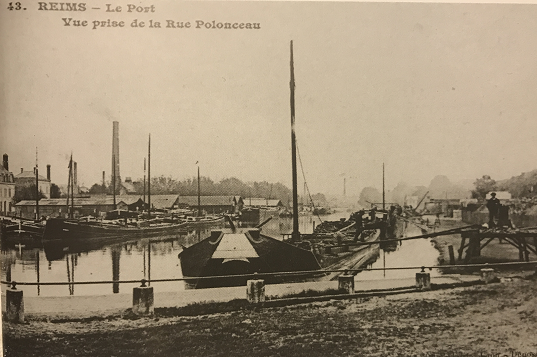
Port de Reims Vue de la Rue Polonceau (Source : collection Michel Thibault Amicarte 51)

## La halte nautique de Reims

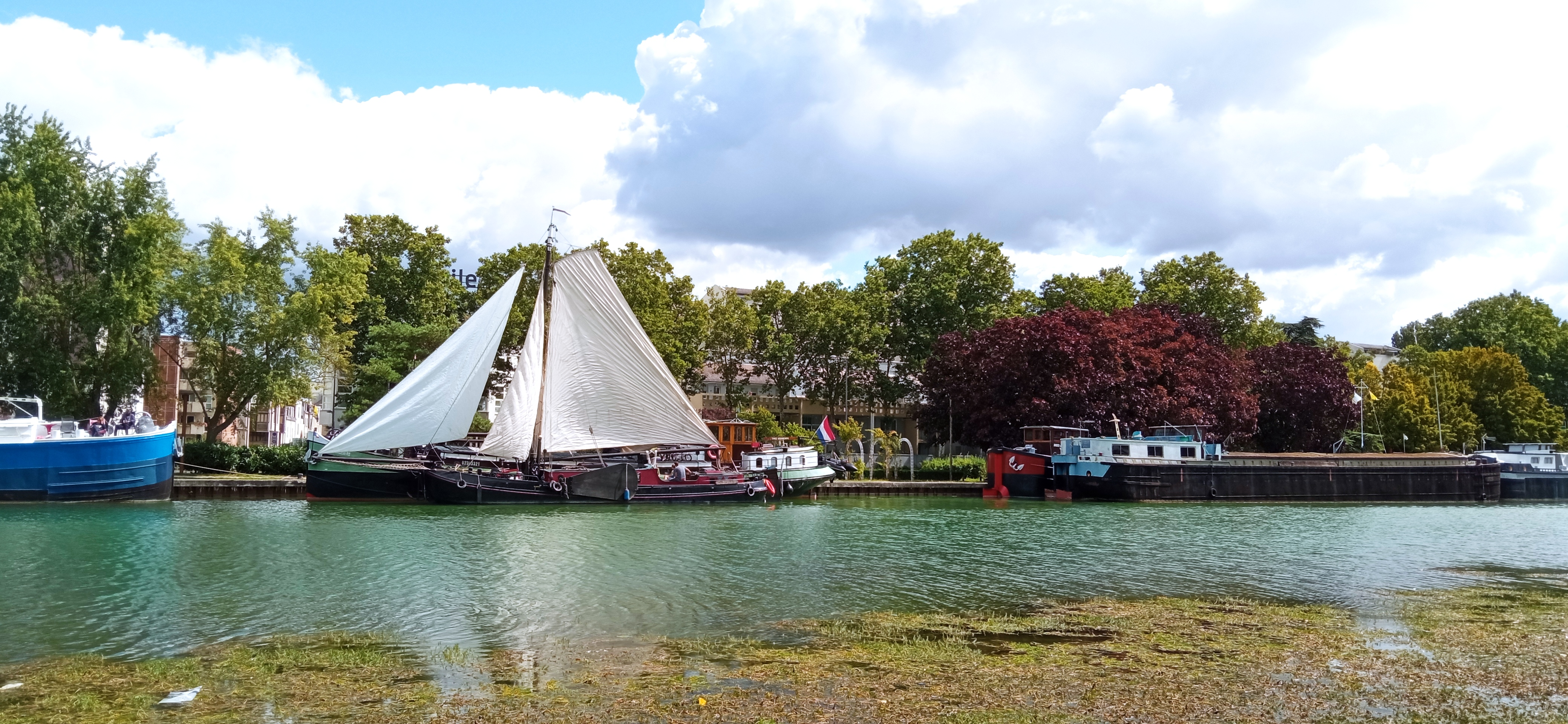
En 2023.

La halte nautique de Reims peut accueillir 25 places maximum. Le gabarit admis est de 15 mètres maxi pour un tirant d’eau de 1,30 mètre.
La halte nautique de Reims est équipée de douches, toilette et d'une laverie en libre service. Elle dispose également d’une rampe de mise à l’eau. La Capitainerie du Relais est ouverte 7 jours sur 7, de 17h00 à 18h30.

## Projet de la ville de Reims
Dans son projet de campagne 2020, le maire de Reims, candidat à sa succession a présenté un projet visant à « reconquérir » le canal et créer, entre le Pont de Venise et le Pont de Vesle, des espaces « à vivre », dénommé « les Berges de Reims ».
.